# Limnephilus femoratus
Limnephilus femoratus là một loài Trichoptera trong họ Limnephilidae. Chúng phân bố ở miền Cổ bắc.